# Білецький Євген Михайлович
Євге́н Миха́йлович Біле́цький (рос. Евгений Михайлович Белецкий; 2 серпня 1905 — 7 червня 1984) — радянський військовий льотчик часів Другої світової війни, генерал-лейтенант авіації (1943).

## Біографія
Народився 2 серпня 1905 року в місті Смоленську. Росіянин.
До лав РСЧА призваний у 1925 році Ленінградським МВК. 1926 року закінчив Ленінградську військово-теоретичну школу льотчиків, 1927 року — 1-у Качинську військову авіаційну школу льотчиків імені М'ясникова. Проходив службу льотчиком-інструктором 3-ї Оренбурзької військової авіаційної школи льотчиків і летнабів. З листопада 1931 року — командир авіазагону 8-ї авіаційної ескадрильї, з жовтня 1933 року — командир ескадрильї 40-ї авіаційної бригади. 1934 року закінчив КУКС при Військово-повітряній академії імені Жуковського. З грудня 1936 року — командир 114-ї авіаційної бригади, з серпня 1938 року — командир 58-ї винищувальної авіаційної бригади Білоруського ВО. Член ВКП(б) з 1939 року.
Учасник радянсько-фінської війни 1939–1940 років. З грудня 1939 року — виконувач обов'язків командувача 1-ї авіаційної армії особливого призначення на Північно-Західному фронті. З лютого 1940 року — заступник командувача ВПС Ленінградського ВО, з липня того ж року — начальник відділу бойової підготовки винищувальної авіації Управління ВПС РСЧА. У березні 1941 року призначений командиром 73-ї винищувальної авіаційної дивізії Північно-Кавказького ВО.
Учасник німецько-радянської війни з червня 1941 року. Обіймав посади командувача ВПС 19-ї армії Західного фронту, 51-ї окремої армії. З липня 1942 року — командувач 1-ю винищувальною авіаційною армією. З вересня 1942 року й до кінця війни — командир 1-го (згодом — 1-го гвардійського) винищувального авіаційного корпусу 3-ї повітряної армії.
Після війни генерал-лейтенант авіації Є. М. Білецький був заступником командувача 16-ї повітряної армії. З квітня 1946 року — заступник начальника Головного штабу ВПС з льотних служб, з грудня 1949 року — заступник начальника Головного управління ЦПФ з експлуатації.
1959 року за станом здоров'я вийшов у відставку, вів значну роботу у військово-науковому товаристві при ЦБРА імені М. В. Фрунзе по пропаганді військових і технічних знань, очолював секцію Військово-Повітряних Сил, багато зробив для підтримки зв'язків між ветеранами корпусу.
Помер 7 червня 1984 року в Москві, похований на Введенському кладовищі.

## Нагороди
Був нагороджений орденом Леніна, трьома орденами Червоного Прапора, орденами Кутузова 1-го і 2-го ступенів, Суворова 2-го ступеня, двома орденами Червоної Зірки і медалями.

## Пам'ять
Ім'ям Євгена Білецького названо одну з вулиць Мінська (Білорусь).